# Born on the Fourth of July
 Born on the Fourth of July és una pel·lícula d'Oliver Stone, adaptació del llibre autobiogràfic de Ron Kovic, estrenada el 1989.

## Argument
Basada en fets reals -l'autobiografia de Ron Kovic-, aquesta pel·lícula és la segona càrrega de profunditat d'Oliver Stone contra el seu propi país amb motiu del conflicte del Vietnam. És un drama interessant, dur i compromès que retrata la història d'un jove americà que s'apunta voluntari per anar a combatre al Vietnam. Creu que defensar el seu país és la millor manera de demostrar l'amor a la seva pàtria. Però la tornada a casa com a veterà de guerra, en una cadira de rodes i atès en un atrotinat hospital, li farà canviar totes les seves conviccions i es farà activista antiguerra.

## Repartiment
- Tom Cruise: Ron Kovic
- Bryan Larkin: Ron, de jove
- Raymond J. Barry: Sr. Kovic
- Caroline Kava: Sra. Kovic
- Josh Evans: Tommy Kovic
- Seth Allen: Tommy, de jove
- Jamie Talisman: Jimmy Kovic
- Holly Marie Combs:Jenny

## Producció
El setembre de 1976, Al Pacino i el seu mànager, el productor Martin Bregman, es van posar en contacte amb l'agent de Ron Kovic, un veterà de la guerra del Vietnam que havia escrit sobre el tema i van iniciar negociacions sobre els drets d'autor per a realitzar una pel·lícula. L'octubre, la companyia de Bregman, Artists Entertainment Complex, va adquirir els drets per un import de 150.000 dòlars. El rodatge havia de començar el juny de 1977 amb Paramount Pictures com a distribuïdor, però el projecte es va aturar; Bregman i Pacino no estaven contents amb el guió.
El 1977, Bregman va contractar Oliver Stone, també un veterà de la guerra del Vietnam, per ajudar a escriure el guió. En aquell moment, Stone havia estat desenvolupat Platoon (1986), i un guió de la seqüela no produït titulat 'Second Life', inspirat en la seva pròpia vida després de la guerra. Ell i Kovic van relacionar les seves experiències durant la guerra i van començar a treballar en un nou guió el 1978. Stone també va discutir l'adaptació amb William Friedkin, que va rebutjar una oportunitat de dirigir-la per fer The Brink's Job (1978). Després que Bregman aconseguís el finançament dels inversors alemanys, el film es va desenvolupar breument a United Artists abans de passar a Orion Pictures. Daniel Petrie va ser contractat per dirigir-la, però algunes setmanes abans de l'inici, els inversors es van retirar de la pel·lícula. Després que el projecte es traslladés a Universal Pictures, Bregman i Pacino van deixar la pel·lícula. Stone i Kovic es van frustrar amb la problemàtica preproducció i van abandonar el projecte, tot i que Stone va mostrar la seva esperança de fer la pel·lícula més endavant. Stone va prometre a Kovic que si la seva carrera s'enlairava, tornaria a contactar amb ell per recuperar el projecte. L'abril de 1987, John Daly, president i CEO de la base anglesa de Hemdale Film Corporation, van anunciar que produiria la pel·lícula; seria com a seqüela de Platoon.

## Premis i nominacions

### Premis
- 1990: Oscar al millor director per Oliver Stone
- 1990: Oscar al millor muntatge per David Brenner i Joe Hutshing
- 1990: Globus d'Or al millor director per Oliver Stone
- 1990: Globus d'Or al millor actor dramàtic per Tom Cruise
- 1990: Globus d'Or al millor guió per Oliver Stone i Ron Kovic

### Nominacions
- 1990: Oscar a la millor pel·lícula
- 1990: Oscar al millor actor per Tom Cruise
- 1990: Oscar a la millor fotografia per Robert Richardson
- 1990: Oscar a la millor banda sonora per John Williams
- 1990: Oscar al millor so per Michael Minkler, Gregory H. Watkins, Wylie Stateman i Tod A. Maitland
- 1990: Oscar al millor guió original per Oliver Stone i Ron Kovic
- 1990: Os d'Or
- 1990: Globus d'Or a la millor banda sonora original per John Williams
- 1991: BAFTA al millor actor per Tom Cruise
- 1991: BAFTA pel millor guió per Oliver Stone i Ron Kovic